# 小畑沙織
小畑 沙織（おばた さおり, 1978年4月23日 - ）は、北海道札幌市出身の元女子プロテニス選手。左利き、バックハンド・ストロークは両手打ち。身長165cm、体重60kg。シングルス自己最高ランキングは39位（2004年2月9日付）。現役時代はヨネックスに所属した。

## 来歴
5歳からテニスを始める。富士見丘高等学校（東京都渋谷区）を卒業後、1997年3月にプロ入り。1998年の全日本テニス選手権で女子シングルス初優勝を果たしたが、翌1999年の半ば頃に大きな故障を抱え、選手生命を危ぶまれた時期があった。それを乗り越え、この年の11月にデンマークのルングステッドで開かれた女子下部ツアーのトーナメントで、予選から勝ち上がって準決勝まで勝ち進んだ。2000年10月、上海市のトーナメントで初めてWTAツアー大会のベスト8進出を果たす。
2003年10月、ウズベキスタンのタシュケントの大会で初のWTAツアー決勝進出を果たしたが、スペインのビルヒニア・ルアノ・パスクアルに 2-6, 6-7 で敗れ、初優勝はならなかった。その少し前、同年6月のイギリス・イーストボーン国際選手権（ウィンブルドン前哨戦の大会、芝生コート）の1回戦では、当時世界ランキング11位のエレナ・ドキッチから金星を挙げている。
4大大会では、2003年全米オープンと2004年全豪オープンの2大会連続で3回戦に進出した。2003年全米オープンの3回戦では、小畑は第2シードのジュスティーヌ・エナン・アーデンに 1-6, 2-6 で完敗している。2004年全豪オープンの3回戦では、フランスのナタリー・ドシーに 5-7, 1-6 で敗れた。この後、小畑は世界ランキングを自己最高の39位に上げる。2004年のアテネ五輪にも、杉山愛・浅越しのぶ・森上亜希子とともに、テニスの日本代表選手として出場した。女子ダブルスでは小畑と森上がペアを組み、2回戦でアルゼンチン代表のパオラ・スアレス&パトリシア・タラビーニ組に敗れている。
その後は右膝の故障が回復せず、2006年6月1日に28歳で現役引退を発表した。

## WTAツアー決勝進出結果

### シングルス: 1回 (0勝1敗)
| 大会グレード         |
| -------------------- |
| グランドスラム (0–0) |
| ティア I (0–0)       |
| ティア II (0–0)      |
| ティア III (0–0)     |
| ティア IV & V (0–1)  |

| 結果   | No. | 決勝日         | 大会       | サーフェス | 対戦相手                       | スコア      |
| ------ | --- | -------------- | ---------- | ---------- | ------------------------------ | ----------- |
| 準優勝 | 1.  | 2003年10月12日 | タシケント | ハード     | ビルヒニア・ルアノ・パスクアル | 2–6, 6–7(2) |

### ダブルス: 2回 (1勝1敗)
| 結果 | No. | 決勝日        | 大会       | サーフェス    | パートナー | 対戦相手                                  | スコア   |
| ---- | --- | ------------- | ---------- | ------------- | ---------- | ----------------------------------------- | -------- |
| 優勝 | 1.  | 2003年2月23日 | メンフィス | ハード (室内) | 森上亜希子 | アリーナ・ジドコワ ブリアン・スチュワート | 6–1, 6–1 |

## 4大大会シングルス成績
略語の説明
| W | F | SF | QF | #R | RR | Q# | LQ | A | Z# | PO | G | S | B | NMS | P | NH |

W=優勝, F=準優勝, SF=ベスト4, QF=ベスト8, #R=#回戦敗退, RR=ラウンドロビン敗退, Q#=予選#回戦敗退, LQ=予選敗退, A=大会不参加, Z#=デビスカップ/BJKカップ地域ゾーン, PO=デビスカップ/BJKカッププレーオフ, G=オリンピック金メダル, S=オリンピック銀メダル, B=オリンピック銅メダル, NMS=マスターズシリーズから降格, P=開催延期, NH=開催なし.
| 大会           | 2000 | 2001 | 2002 | 2003 | 2004 | 2005 | 2006 | 通算成績 |
| -------------- | ---- | ---- | ---- | ---- | ---- | ---- | ---- | -------- |
| 全豪オープン   | A    | LQ   | 1R   | LQ   | 3R   | 1R   | 1R   | 2–4      |
| 全仏オープン   | A    | LQ   | 1R   | 1R   | 1R   | LQ   | A    | 0–3      |
| ウィンブルドン | A    | LQ   | 2R   | 1R   | 2R   | 1R   | A    | 2–4      |
| 全米オープン   | LQ   | LQ   | 1R   | 3R   | 1R   | LQ   | A    | 2–3      |

## 著書
- 『小畑沙織と占部奈美のDVDで必ず勝てるダブルス上達ドリル』（占部奈美共著、学習研究社、ISBN 978-4-05-604786-8、2007年）